# René Desmaison
Louis Henri René Desmaison (ur. 14 kwietnia 1930 w Bourdeilles, zm. 28 września 2007 w Marsylii) – francuski alpinista i himalaista, jeden z pionierów wspinaczek zimowych w Alpach. Autor 114 pierwszych przejść w Alpach, w tym I samotnych oraz I zimowych.
Między innymi dokonał I wejść zimowych ścianami: zachodnią Petit Dru w 1957 r., środkiem pn.-zach. Olan w 1960 r. czy Mont Blanc Filarem Frêney w 1967 r. Dokonał też wejść w Himalajach (I wejście na Jannu, 7710 m, 1962) i Andach (pd. ścianą Huandoy Sur, 1973).
Łącznie wszedł na ok. 1000 szczytów.
Pewnym cieniem na jego olbrzymi dorobek kładły się zabiegi o nagłośnienie swych wspinaczek w mediach, w sposób w pewnych przypadkach do dziś uważany za mało etyczny (choć z czasem zostało mu to niemal wybaczone). Na tym tle w 1961 r. jego zespół przegrał prestiżową rywalizację z angielsko-polskim zespołem Chris Bonington – Don Whillans – Jan Długosz – Ian Clough o I przejście centralnego Filara Frêney na Mont Blanc (czym pasjonowały się ówczesne media z powodu głośnej tragedii przy wcześniejszych próbach).
Był też uczestnikiem słynnej akcji ratunkowej (1966) po dwóch niemieckich alpinistów uwięzionych w zachodniej ścianie Petit Dru (akcję prowadziły trzy niezależne i do pewnego stopnia rywalizujące ekipy, łącznie około 50 osób – obu uwięzionych uratowano, ale za cenę utraty życia przez jednego z ratujących, z zespołu przewodników). Do ratowanych dotarła najlżejsza i najszybsza, nieformalna ekipa doskonale znających ścianę wspinaczy, którą kierował osiadły w Chamonix słynny alpinista amerykański Gary Hemming, autor sąsiedniej drogi. Udział w tej ekipie Desmaisona został negatywnie oceniony przez Stowarzyszenie Przewodników z Chamonix (władze Compagnie des Guides de Chamonix uznały, iż alpinista wykorzystał akcję do celów komercyjnych, przygotowując reportaż z przebiegu akcji dla tygodnika Paris Match). Skutkowało to usunięciem go ze stowarzyszenia na długie lata – i tym samym wykluczało go z przewodnickiego rynku.
Później zdarzyły mu się jeszcze bardziej kontrowersyjne, prowadzone według wielu opinii za wszelką cenę i w złej pogodzie, pod presją mediów, wspinaczki na Grandes Jorasses (1968 i 1971) – w tym najgłośniejsza próba nowej drogi północną ścianą, na lewo od filara Walkera, w czasie której po wielu dniach, tuż pod szczytem, zmarł z wyczerpania towarzyszący mu młody przewodnik Serge Gousseault (luty 1971; drogę tę Desmaison dokończył w 1973).
René Desmaison jest autorem licznych publikacji poświęconych tematyce alpinizmu i gór, w tym przeszło 10 książek, z których ostatnia, autobiograficzna, pt. Moc gór (oryg. Les Forces de la montagne, 2005), stała się bestsellerem. Występował też w filmach, w tym w głośnym i nagradzanym filmie fabularnym o tematyce wysokogórskiej "Gwiazdy w południe" (Les Etoiles du midi, reż. Marcel Ichac, 1959, obok kilku innych najlepszych alpinistów francuskich).